# Center Syd (Aarhus)
 Ikke at forveksle med Mega Syd.
Center Syd er et indkøbscenter i Aarhus' sydlige bydel Tranbjerg.
Centret har i dag 21 butikker, efter en udvidelse på 2.500 kvm, der tilførte centret fire nye butikker, Rema 1000, Frisør Lindemark, East European Food.
Desuden er der en SuperBrugsen og et stort bibliotek i Center Syd.
56°5′27″N 10°8′7″Ø / 56.09083°N 10.13528°Ø